# Aissata Daffé
Pour les articles homonymes, voir Daffé.
Aissata Daffé de son vrai nom Aissata Daffé Samoura, née le 24 septembre 1956 à Conakry, est une femme politique guinéenne.
Ancienne députée à l'Assemble nationale, elle a aussi été directrice générale adjointe de l’Agence nationale d'inclusion économique et sociale de la république de Guinée,.
Elle est ministre de l'Action sociale et de l'Enfance du 28 janvier au 5 septembre 2021 dans le gouvernement Kassory 2,.

## Biographie

### Études
Après le baccalauréat, Aissata Daffé fait les études supérieures à l’IPGAN de Conakry et obtient une bourse d’études en Allemagne.
Entre 1977 et 1982, elle fait des études d'ingénieur en chimie industrielle à l’université Humboldt à Berlin, où elle est assistante à la faculté de chimie alimentaire.
Elle a étudié aussi à l’Institut Herder de langues à Leipzig en Allemagne.
Depuis 2007, elle est membre du jury de soutenance des thèses de chimie industrielle à l’université Gamal-Abdel-Nasser de Conakry et depuis 2010, maître de conférences de plusieurs universités et instituts supérieurs en Guinée.

### Carrière professionnelle
En 1987, elle est responsable chargée de la recherche et de la qualité à la société des brasseries de Guinée (SOBRAGUI SA).

### Carrière politique
Aissata Daffé est membre du directoire du Cadre de concertation des filles et femmes des partis politiques de Guinée depuis 2009.
De 2009 en 2010, elle est la vice-présidente du Comité de coordination des femmes des forces vives ; de 2011 à 2013, elle est porte-parole du Cadre de concertation des filles et femmes des partis politiques de Guinée.
Députée à l’Assemblée nationale de Guinée de 2016 en 2020, elle est vice-présidente du réseau des femmes parlementaires de la CEDEAO jusqu'en 2019.
Elle a participé à la conférence parlementaire sur l’OMC en Argentine en 2017 puis à la 61e session des femmes aux Nations unies en 2018.

#### Africaine
De 2014 en 2020, Aissata Daffé est députée au Parlement de la CEDEAO.

## Ministre
Elle est ministre de l'Action sociale et de l'Enfance du 28 janvier au 5 septembre 2021 dans le gouvernement Kassory 2, sous la présidence d'Alpha Condé.